# Fiesta de la castaña
La fiesta de la castaña es una fiesta celebrada en varios puntos de la provincia de Málaga, España, sobre todo en los municipios de Pujerra, Alcaucín y Genalguacil.
La fiesta celebra el fin de la recogida de la castaña, producto de gran importancia en la economía de la zona. Se desarrolla a principios de noviembre y en ella se preparan los tradicionales tostones y castañas asadas, que se toman mistela, un licor hecho a base de aguardiente, almendra tostada y café, típico de Pujerra. Además, se organizan muestras gastronómicas de comidas elaboradas con la castaña que se amenizan con grupos de música.